# AVC Challenge Cup 2024 (damer)
AVC Challenge Cup 2024 spelades 22 till 29 maj 2024 i Rizal Memorial Sports Complex, Manila, Filippinerna. Det var den tredje upplagan av turneringen och tio damlandslag i volleyboll från  AVC:s medlemsförbund i Asien och Oceanien deltog. Vietnam vann tävlingen för andra gången genom att besegra Kazakstan i finalen. De kvalificerade sig därigenom för Volleyball Challenger Cup 2024.
Nguyễn Thị Bích Tuyền utsågs till mest värdefulla spelare.

## Kval
Enligt AVC:s regler hade maximalt 12 lag möjlighet att delta:
- Värdlandet
- Regerande mästaren från AVC Challenge Cup 2023.
- De fem övriga bäst placerade lagen från föregående upplaga
- Fem övriga lag baserat på deras världsranking

Lag som spelade i Volleyball Nations League 2024 fick inte delta.
| Land         | Zon   | Kvalificerat som           | Kvalificerat | Tidigare deltagande | Tidigare deltagande | Tidigare deltagande | Bästa resultat tidigare |
| Land         | Zon   | Kvalificerat som           | Kvalificerat | Totalt              | Första              | Senaste             | Bästa resultat tidigare |
| ------------ | ----- | -------------------------- | ------------ | ------------------- | ------------------- | ------------------- | ----------------------- |
| Filippinerna | SEAVA | Värdland                   | april 2024   | 1                   | 2023                | 2023                | 7:a (2023)              |
| Vietnam      | SEAVA | Regerande mästare          | 23 juni 2023 | 1                   | 2023                | 2023                | Mästare (2023)          |
| Indonesien   | SEAVA | 2:a AVC Challenge Cup 2023 | 23 juni 2023 | 1                   | 2023                | 2023                | 2:a (2023)              |
| Taiwan       | EAZVA | 3:a AVC Challenge Cup 2023 | 23 juni 2023 | 1                   | 2023                | 2023                | 3:a (2023)              |
| Indien       | CAVA  | 4:a AVC Challenge Cup 2023 | 23 juni 2023 | 2                   | 2022                | 2023                | 2:a (2022)              |
| Iran         | CAVA  | 5:a AVC Challenge Cup 2023 | 24 juni 2023 | 1                   | 2023                | 2023                | 5:a (2023)              |
| Australien   | OZVA  | 6:a AVC Challenge Cup 2023 | 24 juni 2023 | 1                   | 2023                | 2023                | 6:a (2023)              |
| Kazakstan    | CAVA  |                            | 3 maj 2024   | 0                   | Ingen               | Ingen               |                         |
| Hongkong     | EAZVA | 3 maj 2024                 | 2            | 2022                | 2023                | Mästare (2022)      |                         |
| Singapore    | SEAVA | 3 maj 2024                 | 1            | 2022                | 2022                | 5:a (2022)          |                         |

## Arenor
| Alla matcher förutom match om 9:e plats                                        | Match om 9:e plats   |
| Manila, Filippinerna                                                           | Manila, Filippinerna |
| ------------------------------------------------------------------------------ | -------------------- |
| Rizal Memorial Sports Complex (Rizal Memorial Coliseum & Ninoy Aquino Stadium) |                      |
| Kapacitet: 6 100                                                               | Kapacitet: 6 000     |
|                                                                                |                      |

## Gruppsammansättning
Gruppernas sammansättning tillkännagjordes 3 maj 2024.
| Grupp A              | Grupp B        |
| -------------------- | -------------- |
| Filippinerna (Hosts) | Vietnam (1)    |
| Taiwan (3)           | Indonesien (2) |
| Indien (4)           | Kazakstan (–)  |
| Iran (5)             | Singapore (–)  |
| Australien (6)       | Hongkong (–)   |

## Regelverk

### Format
Tävlingen bestod av en två gruppspelsrunda följt av cupspel. 
- I den första gruppspelsrundan delades de åtta främsta lagen in i två grupper om fyra lag i varje. De två första lagen i varje grupp gick vidare till spel om plats 1-4, de två följande lagen till spel om plats 5-8 och femmorna till match om niondeplatsen.
- Lagens möten i cupspelet avgjordes genom en direkt avgörande match.

### Metod för att bestämma tabellplacering
Om slutresultatet blev 3-0 eller 3-1 tilldelades 3 poäng till det vinnande laget och 0 till det förlorande laget, om slutresultatet blev 3-2 tilldelades 2 poäng till det vinnande laget och 1 till det förlorande laget. 
Rankningsordningen i serien definierades utifrån:
- Antal vunna matcher
- Kvot vunna / förlorade set
- Kvot vunna / förlorade poäng.
- Inbördes möte(n)

## Gruppspel
- Alla tider är filippinsk standardtid (UTC+08:00).

### Grupp A
| Pos | Lag              | M | V | F | P  | SV | SF | SK    | BV  | BF  | BK    | Kvalificering        |
| --- | ---------------- | - | - | - | -- | -- | -- | ----- | --- | --- | ----- | -------------------- |
| 1   | Filippinerna (H) | 4 | 4 | 0 | 12 | 12 | 2  | 6,000 | 344 | 258 | 1,333 | Semifinaler          |
| 2   | Australien       | 4 | 3 | 1 | 9  | 10 | 6  | 1,667 | 385 | 369 | 1,043 | Semifinaler          |
| 3   | Indien           | 4 | 2 | 2 | 6  | 8  | 6  | 1,333 | 323 | 305 | 1,059 | Matcher om plats 5-8 |
| 4   | Iran             | 4 | 1 | 3 | 3  | 4  | 10 | 0,400 | 310 | 347 | 0,893 | Matcher om plats 5-8 |
| 5   | Taiwan           | 4 | 0 | 4 | 0  | 2  | 12 | 0,167 | 267 | 350 | 0,763 | Match om 9:e plats   |

| Datum  | Tid   |              | Resultat |              | Set 1 | Set 2 | Set 3 | Set 4 | Set 5 | Totalt  | Rapport    |
| ------ | ----- | ------------ | -------- | ------------ | ----- | ----- | ----- | ----- | ----- | ------- | ---------- |
| 22 maj | 13:00 | Indien       | 3–0      | Iran         | 25–17 | 25–23 | 25–21 |       |       | 75–61   | P2 Rapport |
| 22 maj | 19:00 | Australien   | 3–1      | Taiwan       | 23–25 | 25–15 | 25–19 | 25–18 |       | 98–77   | P2 Rapport |
| 23 maj | 13:00 | Taiwan       | 0–3      | Indien       | 19–25 | 13–25 | 16–25 |       |       | 48–75   | P2 Rapport |
| 23 maj | 19:00 | Filippinerna | 3–1      | Australien   | 22–25 | 25–19 | 25–16 | 25–21 |       | 97–81   | P2 Rapport |
| 24 maj | 10:00 | Iran         | 3–1      | Taiwan       | 24–26 | 25–20 | 25–18 | 28–26 |       | 102–90  | P2 Rapport |
| 24 maj | 19:00 | Indien       | 1–3      | Filippinerna | 25–22 | 21–25 | 17–25 | 18–25 |       | 81–97   | P2 Rapport |
| 25 maj | 16:00 | Australien   | 3–1      | Indien       | 26–24 | 25–16 | 19–25 | 29–27 |       | 99–92   | P2 Rapport |
| 25 maj | 19:00 | Filippinerna | 3–0      | Iran         | 25–16 | 25–13 | 25–15 |       |       | 75–44   | P2 Rapport |
| 26 maj | 16:00 | Iran         | 1–3      | Australien   | 24–26 | 23–25 | 27–25 | 29–31 |       | 103–107 | P2 Rapport |
| 26 maj | 19:00 | Taiwan       | 0–3      | Filippinerna | 13–25 | 21–25 | 18–25 |       |       | 52–75   | P2 Rapport |

### Grupp B
| Pos | Lag        | M | V | F | P  | SV | SF | SK    | BV  | BF  | BK    | Kvalificering        |
| --- | ---------- | - | - | - | -- | -- | -- | ----- | --- | --- | ----- | -------------------- |
| 1   | Vietnam    | 4 | 4 | 0 | 12 | 12 | 2  | 6,000 | 343 | 244 | 1,406 | Semifinaler          |
| 2   | Kazakstan  | 4 | 3 | 1 | 9  | 10 | 3  | 3,333 | 306 | 221 | 1,385 | Semifinaler          |
| 3   | Hongkong   | 4 | 2 | 2 | 6  | 6  | 6  | 1,000 | 236 | 253 | 0,933 | Matcher om plats 5-8 |
| 4   | Indonesien | 4 | 1 | 3 | 3  | 4  | 9  | 0,444 | 264 | 292 | 0,904 | Matcher om plats 5-8 |
| 5   | Singapore  | 4 | 0 | 4 | 0  | 0  | 12 | 0,000 | 165 | 304 | 0,543 | Match om 9:e plats   |

| Datum  | Tid   |            | Resultat |            | Set 1 | Set 2 | Set 3 | Set 4 | Set 5 | Totalt | Rapport    |
| ------ | ----- | ---------- | -------- | ---------- | ----- | ----- | ----- | ----- | ----- | ------ | ---------- |
| 22 maj | 10:00 | Singapore  | 0–3      | Kazakstan  | 15–25 | 9–25  | 17–25 |       |       | 41–75  | P2 Rapport |
| 22 maj | 16:00 | Hongkong   | 0–3      | Vietnam    | 13–25 | 17–25 | 16–25 |       |       | 46–75  | P2 Rapport |
| 23 maj | 10:00 | Indonesien | 0–3      | Hongkong   | 22–25 | 24–26 | 19–25 |       |       | 65–76  | P2 Rapport |
| 23 maj | 16:00 | Vietnam    | 3–0      | Singapore  | 25–8  | 29–27 | 25–10 |       |       | 79–45  | P2 Rapport |
| 24 maj | 13:00 | Kazakstan  | 1–3      | Vietnam    | 14–25 | 19–25 | 25–14 | 23–25 |       | 81–89  | P2 Rapport |
| 24 maj | 16:00 | Singapore  | 0–3      | Indonesien | 14–25 | 13–25 | 14–25 |       |       | 41–75  | P2 Rapport |
| 25 maj | 10:00 | Hongkong   | 3–0      | Singapore  | 25–14 | 25–12 | 25–12 |       |       | 75–38  | P2 Rapport |
| 25 maj | 13:00 | Indonesien | 0–3      | Kazakstan  | 17–25 | 13–25 | 22–25 |       |       | 52–75  | P2 Rapport |
| 26 maj | 10:00 | Vietnam    | 3–1      | Indonesien | 25–17 | 25–15 | 25–27 | 25–13 |       | 100–72 | P2 Rapport |
| 26 maj | 13:00 | Kazakstan  | 3–0      | Hongkong   | 25–17 | 25–18 | 25–4  |       |       | 75–39  | P2 Rapport |

## Slutspel
- Alla tider är filippinsk standardtid (UTC+08:00).

### Match om 9:e plats
| Datum  | Tid   |        | Resultat |           | Set 1 | Set 2 | Set 3 | Set 4 | Set 5 | Totalt | Rapport    |
| ------ | ----- | ------ | -------- | --------- | ----- | ----- | ----- | ----- | ----- | ------ | ---------- |
| 28 maj | 13:00 | Taiwan | 3–0      | Singapore | 27–25 | 25–10 | 25–10 |       |       | 77–45  | P2 Rapport |

### Matcher om plats 5-8
|  | Matcher om plats 5-8 | Matcher om plats 5-8 |            |   | Match om 5:e plats | Match om 5:e plats |
|  |                      |                      |            |   |                    |                    |
|  | 28 maj               |                      |            |   |                    |                    |
|  |                      |                      |            |   |                    |                    |
|  | Indien               | 3                    |            |   |                    |                    |
|  | Indien               | 3                    | 29 maj     |   |                    |                    |
|  | Indonesien           | 1                    |            |   |                    |                    |
|  | Indonesien           | 1                    | Indien     | 3 |                    |                    |
|  | 28 maj               |                      | Indien     | 3 |                    |                    |
|  |                      | Iran                 | 0          |   |                    |                    |
|  | Hongkong             | Iran                 | 0          | 1 |                    |                    |
|  | Hongkong             |                      |            | 1 |                    |                    |
|  | Iran                 | 3                    |            |   |                    |                    |
|  | Iran                 | 3                    | Bronsmatch |   |                    |                    |
|  |                      |                      |            |   |                    |                    |
|  | 29 maj               |                      |            |   |                    |                    |
|  |                      |                      |            |   |                    |                    |
|  | Indonesien           | 3                    |            |   |                    |                    |
|  | Indonesien           | 3                    |            |   |                    |                    |
|  | Hongkong             | 0                    |            |   |                    |                    |

#### Matcher om plats 5-8
| Datum  | Tid   |          | Resultat |            | Set 1 | Set 2 | Set 3 | Set 4 | Set 5 | Totalt | Rapport    |
| ------ | ----- | -------- | -------- | ---------- | ----- | ----- | ----- | ----- | ----- | ------ | ---------- |
| 28 maj | 10:00 | Indien   | 3–1      | Indonesien | 25–16 | 30–32 | 25–20 | 27–25 |       | 107–93 | P2 Rapport |
| 28 maj | 13:00 | Hongkong | 1–3      | Iran       | 24–26 | 24–26 | 25–19 | 19–25 |       | 92–96  | P2 Rapport |

#### Match om 7:e plats
| Datum  | Tid   |            | Resultat |          | Set 1 | Set 2 | Set 3 | Set 4 | Set 5 | Totalt | Rapport    |
| ------ | ----- | ---------- | -------- | -------- | ----- | ----- | ----- | ----- | ----- | ------ | ---------- |
| 29 maj | 10:00 | Indonesien | 3–0      | Hongkong | 25–15 | 25–19 | 25–20 |       |       | 75–54  | P2 Rapport |

#### Match om 5:e plats
| Datum  | Tid   |        | Resultat |      | Set 1 | Set 2 | Set 3 | Set 4 | Set 5 | Totalt | Rapport    |
| ------ | ----- | ------ | -------- | ---- | ----- | ----- | ----- | ----- | ----- | ------ | ---------- |
| 29 maj | 13:00 | Indien | 3–0      | Iran | 25–17 | 25–16 | 25–11 |       |       | 75–44  | P2 Rapport |

### Matcher om plats 1-4
|  | Semifinaler  | Semifinaler |            |   | Final | Final |
|  |              |             |            |   |       |       |
|  | 28 maj       |             |            |   |       |       |
|  |              |             |            |   |       |       |
|  | Filippinerna | 0           |            |   |       |       |
|  | Filippinerna | 0           | 29 maj     |   |       |       |
|  | Kazakstan    | 3           |            |   |       |       |
|  | Kazakstan    | 3           | Kazakstan  | 0 |       |       |
|  | 28 maj       |             | Kazakstan  | 0 |       |       |
|  |              | Vietnam     | 3          |   |       |       |
|  | Vietnam      | Vietnam     | 3          | 3 |       |       |
|  | Vietnam      |             |            | 3 |       |       |
|  | Australien   | 0           |            |   |       |       |
|  | Australien   | 0           | Bronsmatch |   |       |       |
|  |              |             |            |   |       |       |
|  | 29 maj       |             |            |   |       |       |
|  |              |             |            |   |       |       |
|  | Filippinerna | 3           |            |   |       |       |
|  | Filippinerna | 3           |            |   |       |       |
|  | Australien   | 0           |            |   |       |       |

#### Semifinaler
| Datum  | Tid   |              | Resultat |            | Set 1 | Set 2 | Set 3 | Set 4 | Set 5 | Totalt | Rapport    |
| ------ | ----- | ------------ | -------- | ---------- | ----- | ----- | ----- | ----- | ----- | ------ | ---------- |
| 28 maj | 16:00 | Vietnam      | 3–0      | Australien | 25–21 | 25–19 | 25–16 |       |       | 75–56  | P2 Rapport |
| 28 maj | 19:00 | Filippinerna | 0–3      | Kazakstan  | 23–25 | 21–25 | 14–25 |       |       | 58–75  | P2 Rapport |

#### Match om tredjepris
| Datum  | Tid   |              | Resultat |            | Set 1 | Set 2 | Set 3 | Set 4 | Set 5 | Totalt | Rapport    |
| ------ | ----- | ------------ | -------- | ---------- | ----- | ----- | ----- | ----- | ----- | ------ | ---------- |
| 29 maj | 16:00 | Filippinerna | 3–0      | Australien | 25–23 | 25–15 | 25–7  |       |       | 75–45  | P2 Rapport |

#### Final
| Datum  | Tid   |           | Resultat |         | Set 1 | Set 2 | Set 3 | Set 4 | Set 5 | Totalt | Rapport    |
| ------ | ----- | --------- | -------- | ------- | ----- | ----- | ----- | ----- | ----- | ------ | ---------- |
| 29 maj | 19:00 | Kazakstan | 0–3      | Vietnam | 20–25 | 22–25 | 22–25 |       |       | 64–75  | P2 Rapport |

## Slutplaceringar
| Pos. | Lag          |
| ---- | ------------ |
| 1    | Vietnam      |
| 2    | Kazakstan    |
| 3    | Filippinerna |
| 4    | Australien   |
| 5    | Indien       |
| 6    | Iran         |
| 7    | Indonesien   |
| 8    | Hongkong     |
| 9    | Taiwan       |
| 10   | Singapore    |

|  | Kvalificerat för Volleyball Challenger Cup 2024          |
|  | Kvalificerat för Volleyball Challenger Cup 2024 som värd |

| AVC Challenge Cup mästare 2024 |
| ------------------------------ |
| Vietnam Andra titeln           |

| Laguppställning |
| Nguyễn Thị Trà My, Trần Thị Thanh Thúy (c), Lê Thị Yến, Lê Thanh Thúy, Nguyễn Thị Bích Tuyền, Hoàng Thị Kiều Trinh, Nguyễn Khánh Đang, Võ Thị Kim Thoa, Nguyễn Thị Trinh, Vi Thị Như Quỳnh, Phạm Thị Hiền, Đoàn Thị Lâm Oanh, Trần Tú Linh, Đinh Thị Trà Giang |
| Tränare |
| Nguyễn Tuấn Kiệt |

## Utmärkelser
- Mest värdefulla spelare
 Nguyễn Thị Bích Tuyền (VIE)
- Bästa passare
 Jia De Guzman (PHI)
- Bästa vänsterspikrar
 Caitlin Tipping (AUS)
 Sana Anarkulova (KAZ)
- Bästa centrar
 Lê Thanh Thúy (VIE)
 Yuliya Yakimova (KAZ)
- Bästa högerspiker
 Angel Canino (PHI)
- Bästa libero
 Nguyễn Khánh Đang (VIE)